# هفته پرنده‌نگرهای سیاه
هفته پرنده‌نگرهای سیاه (به انگلیسی: Black Birders Week) مجموعه‌ای از رویدادهای برخط یک‌هفته‌ای است که برای برجسته کردن طبیعت‌دوستان سیاه و افزایش دید پرنده‌نگرهای سیاه‌پوست، که هنگام انجام فعالیت‌های بیرون‌گردی با چالش‌ها و خطرهای منحصر به فردی مواجه می‌شوند. این رویداد به عنوان پاسخی به حادثه پرنده‌نگری پارک مرکزی و خشونت پلیس علیه سیاه‌پوستان آمریکایی ایجاد شد. رویداد بازگشایی از ۳۱ می تا ۵ ژوئن ۲۰۲۰ برگزار شد. هفته رویدادها توسط گروهی از متخصصان و دانشجویان علم، فناوری، مهندسی و ریاضیات به نام BlackAFinSTEM Collective سازماندهی شد.

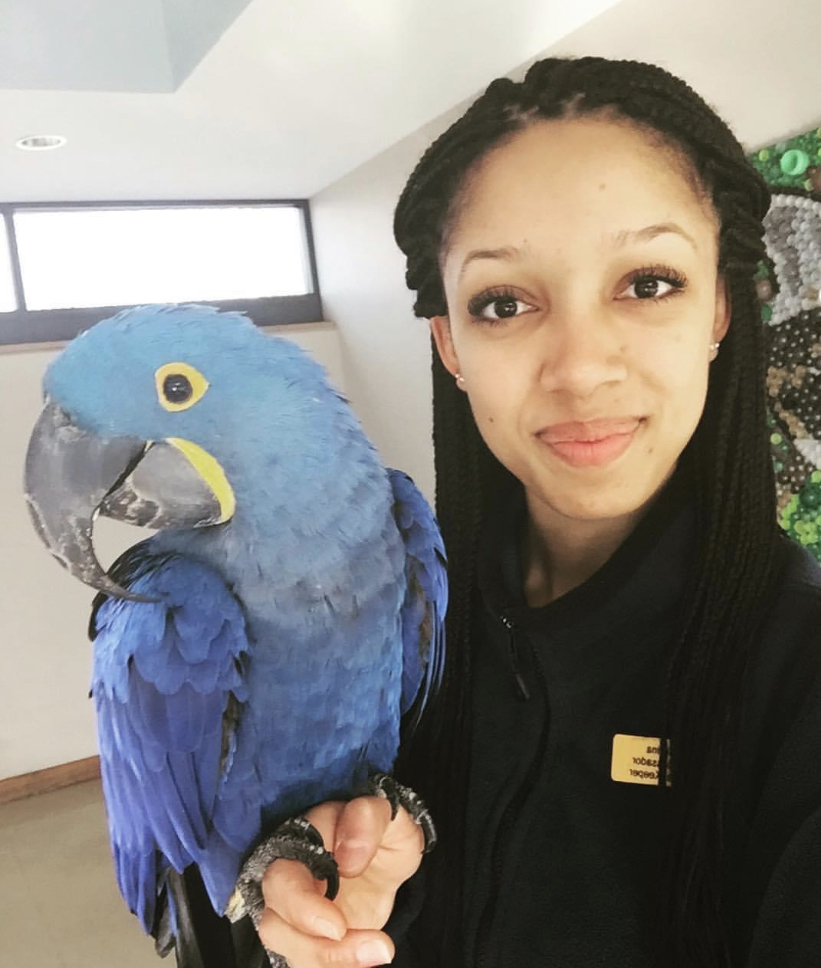
همکار سازمان‌دهنده Corina Newsome با تونی، مکائوی سنبلی، در سال ۲۰۱۷